# Campeonato de Fútbol de Costa Rica 1992
La temporada 1992 de la Liga Superior fue la 73.ª edición de la máxima categoría del sistema de Ligas costarricenses de fútbol que se disputó desde el 5 de enero hasta el 28 de junio.
El Alajuelense revalidó el título de la temporada anterior al derrotar en la gran final a Saprissa.

## Sistema de competición
La temporada de la Liga Superior estuvo conformada en tres partes:
- Fase de clasificación: Se integró por las 22 jornadas del certamen.
- Fase hexagonal: Se integró por las 10 jornadas entre los mejores seis clubes clasificados.
- Gran final: Disputaron la serie el líder de la clasificación y el líder de la hexagonal.

### Fase de clasificación
En la fase de clasificación se observó el sistema de puntos. La ubicación en la tabla general, estuvo sujeta a lo siguiente:
- Por juego ganado se obtuvieron dos puntos.
- Por juego empatado se obtuvo un punto.
- Por juego perdido no se otorgaron puntos.

En esta fase participaron los 12 clubes de la Liga Superior jugando todos contra todos durante las 22 jornadas respectivas a lo largo de la temporada, a visita recíproca durante dos vueltas.
El orden de los clubes al final de la fase de clasificación del torneo correspondió a la suma de los puntos obtenidos por cada uno de ellos y se presentó en forma descendente. Si al finalizar las 22 jornadas del torneo, dos o más clubes estuviesen empatados en puntos, su posición en la tabla general fue determinada atendiendo a los siguientes criterios de desempate:
1. Mayor diferencia positiva general de goles. Este resultado se obtiene mediante la sumatoria de los goles anotados a todos los rivales, en cada campeonato menos los goles recibidos de estos.
2. Mayor cantidad de goles a favor, anotados a todos los rivales dentro de la misma competencia.
3. Mejor puntuación particular que hayan conseguido en las confrontaciones particulares entre ellos mismos.
4. Mayor diferencia positiva particular de goles, la cual se obtiene sumando los goles de los equipos empatados y restándole los goles recibidos.
5. Mayor cantidad de goles a favor que hayan conseguido en las confrontaciones entre ellos mismos.
6. Como última alternativa, el ente organizador realizaría un sorteo para el desempate.

El último equipo clasificado desciende de categoría, siendo su plaza ocupada por el campeón de Segunda División para la siguiente campaña.

### Fase hexagonal
Al término de las 22 jornadas en la primera fase, los dos mejores equipos ubicados según su grupo disputan la hexagonal, y el equipo que obtuvo el primer lugar de la clasificación general se asegura un puesto en la gran final de manera automática. Si este repite su condición de líder, se corona campeón, de lo contrario si otro club consigue el primer lugar de esta segunda fase, se extiende el campeonato a una serie final. En total se desarrollaron 10 fechas de visita recíproca.

### Gran final
Se disputó entre el líder de la etapa de clasificación y el líder de la hexagonal a dos partidos para definir un campeón.

## Información de los equipos
Tomaron parte en el torneo doce clubes, destacando el ascenso de Pérez Zeledón en su primera temporada en la máxima categoría, el cual fusionó su franquicia con Generaleña para conformar un solo club de la zona.
| Equipo        | Entrenador           | Ciudad     | Estadio          |
| ------------- | -------------------- | ---------- | ---------------- |
| Alajuelense   | Jan Postulka         | Alajuela   | Morera Soto      |
| Carmelita     | Carlos Watson        | Alajuela   | Morera Soto      |
| Cartaginés    | Óscar Quesada        | Cartago    | "Fello" Meza     |
| Guanacasteca  | Orlando de León      | Nicoya     | Chorotega        |
| Herediano     | Ibo Arias            | Heredia    | Rosabal Cordero  |
| Limonense     | Martín Solano        | Limón      | Juan Gobán       |
| Pérez Zeledón | Juan José Gámez      | San Isidro | Municipal        |
| Puntarenas    | Jorge Medina Cardoso | Puntarenas | "Lito" Pérez     |
| San Carlos    | Marvin Rodríguez     | Quesada    | Carlos Ugalde    |
| Saprissa      | Rolando Villalobos   | Tibás      | Ricardo Saprissa |
| Turrialba     | Julio César Cortés   | Turrialba  | Rafael Camacho   |
| Uruguay       | Sadie Gutiérrez      | San Isidro | "Pipilo" Umaña   |

### Relevo de plazas
| Descendido a Liga Mayor |
| ----------------------- |
| Municipal Palmares      |

| Ascendido de Liga Mayor |
| ----------------------- |
| Pérez Zeledón           |

## Fase de clasificación

### Tabla de posiciones

#### Grupo A
| Pos. | Equipo            | Pts. | PJ | G  | E  | P  | GF | GC | Dif. | Notas                    |
| ---- | ----------------- | ---- | -- | -- | -- | -- | -- | -- | ---- | ------------------------ |
| 1    | L. D. Alajuelense | 31   | 22 | 10 | 11 | 1  | 29 | 15 | +14  | Clasifica a la hexagonal |
| 2    | Pérez Zeledón     | 22   | 22 | 5  | 12 | 5  | 25 | 24 | +1   | Clasifica a la hexagonal |
| 3    | C. S. Herediano   | 21   | 22 | 4  | 13 | 5  | 19 | 21 | −2   |                          |
| 4    | C. S. Uruguay     | 15   | 22 | 3  | 9  | 10 | 16 | 34 | −18  |                          |

 Fuente: La República
Criterios de clasificación: Puntos · Diferencia de goles · Goles a favor

#### Grupo B
| Pos. | Equipo              | Pts. | PJ | G  | E  | P  | GF | GC | Dif. | Notas                    |
| ---- | ------------------- | ---- | -- | -- | -- | -- | -- | -- | ---- | ------------------------ |
| 1    | Deportivo Saprissa  | 32   | 22 | 11 | 10 | 1  | 30 | 12 | +18  | Clasifica a la hexagonal |
| 2    | Municipal Turrialba | 23   | 22 | 6  | 11 | 5  | 28 | 19 | +9   | Clasifica a la hexagonal |
| 3    | A. D. San Carlos    | 18   | 22 | 4  | 10 | 8  | 17 | 21 | −4   |                          |
| 4    | A. D. Limonense     | 18   | 22 | 6  | 6  | 10 | 17 | 32 | −15  |                          |

 Fuente: La República
Criterios de clasificación: Puntos · Diferencia de goles · Goles a favor

#### Grupo C
| Pos. | Equipo               | Pts. | PJ | G | E  | P | GF | GC | Dif. | Notas                    |
| ---- | -------------------- | ---- | -- | - | -- | - | -- | -- | ---- | ------------------------ |
| 1    | Municipal Puntarenas | 24   | 22 | 8 | 8  | 6 | 27 | 20 | +7   | Clasifica a la hexagonal |
| 2    | A. D. Carmelita      | 21   | 22 | 5 | 11 | 6 | 21 | 24 | −3   | Clasifica a la hexagonal |
| 3    | A. D. Guanacasteca   | 21   | 22 | 7 | 7  | 8 | 17 | 21 | −4   |                          |
| 4    | C. S. Cartaginés     | 18   | 22 | 4 | 10 | 8 | 25 | 28 | −3   |                          |

 Fuente: La República
Criterios de clasificación: Puntos · Diferencia de goles · Goles a favor

### Clasificación general
| Pos. | Equipo               | Pts. | PJ | G  | E  | P  | GF | GC | Dif. | Notas                     |
| ---- | -------------------- | ---- | -- | -- | -- | -- | -- | -- | ---- | ------------------------- |
| 1    | Deportivo Saprissa   | 32   | 22 | 11 | 10 | 1  | 30 | 12 | +18  | Clasifica a la gran final |
| 2    | L. D. Alajuelense    | 31   | 22 | 10 | 11 | 1  | 29 | 15 | +14  |                           |
| 3    | Municipal Puntarenas | 24   | 22 | 8  | 8  | 6  | 27 | 20 | +7   |                           |
| 4    | Municipal Turrialba  | 23   | 22 | 6  | 11 | 5  | 28 | 19 | +9   |                           |
| 5    | Pérez Zeledón        | 22   | 22 | 5  | 12 | 5  | 25 | 24 | +1   |                           |
| 6    | C. S. Herediano      | 21   | 22 | 4  | 13 | 5  | 19 | 21 | −2   |                           |
| 7    | A. D. Carmelita      | 21   | 22 | 5  | 11 | 6  | 21 | 24 | −3   |                           |
| 8    | A. D. Guanacasteca   | 21   | 22 | 7  | 7  | 8  | 17 | 21 | −4   |                           |
| 9    | C. S. Cartaginés     | 18   | 22 | 4  | 10 | 8  | 25 | 28 | −3   |                           |
| 10   | A. D. San Carlos     | 18   | 22 | 4  | 10 | 8  | 17 | 21 | −4   |                           |
| 11   | A. D. Limonense      | 18   | 22 | 6  | 6  | 10 | 17 | 32 | −15  |                           |
| 12   | C. S. Uruguay        | 15   | 22 | 3  | 9  | 10 | 16 | 34 | −18  | Descenso de categoría     |

 Fuente: La República
Criterios de clasificación: Puntos · Diferencia de goles · Goles a favor

## Resultados
- Los horarios corresponden al tiempo de Costa Rica (UTC-6).

| L. D. Alajuelense    | 1 - 0 | Municipal Turrialba | Morera Soto      |       | 11:00 | 5 303 |
| Deportivo Saprissa   | 1 - 0 | A. D. Guanacasteca  | Ricardo Saprissa | 11:00 | 3 023 |       |
| C. S. Herediano      | 1 - 0 | C. S. Cartaginés    | Rosabal Cordero  | 11:00 | 3 789 |       |
| Municipal Puntarenas | 1 - 1 | Pérez Zeledón       | "Lito" Pérez     | 11:00 | 1 207 |       |
| C. S. Uruguay        | 0 - 0 | A. D. San Carlos    | "Pipilo" Umaña   | 11:00 | 670   |       |
| A. D. Limonense      | 1 - 2 | A. D. Carmelita     | Juan Gobán       | 12:00 | 854   |       |
| Total de goles: 8    |       |                     |                  |       |       |       |

| A. D. Carmelita     | 1 - 0 | Municipal Puntarenas | Morera Soto    |       | 20:00 | 3 073 |
| C. S. Cartaginés    | 4 - 1 | A. D. Limonense      | "Fello" Meza   |       | 11:00 | 1 461 |
| Municipal Turrialba | 3 - 1 | C. S. Herediano      | Rafael Camacho | 11:00 | 2 065 |       |
| A. D. San Carlos    | 4 - 2 | L. D. Alajuelense    | Carlos Ugalde  | 11:00 | 2 675 |       |
| A. D. Guanacasteca  | 0 - 1 | C. S. Uruguay        | Chorotega      | 11:00 | 918   |       |
| Pérez Zeledón       | 1 - 1 | Deportivo Saprissa   | Municipal      | 11:00 | 2 367 |       |
| Total de goles: 19  |       |                      |                |       |       |       |

| Municipal Puntarenas | 1 - 1 | Deportivo Saprissa  | "Lito" Pérez    |       | 20:00 | 2 989 |
| A. D. Limonense      | 1 - 1 | Municipal Turrialba | Juan Gobán      | 20:00 | 1 495 |       |
| C. S. Herediano      | 1 - 0 | A. D. San Carlos    | Rosabal Cordero | 20:00 | 2 576 |       |
| L. D. Alajuelense    | 1 - 1 | A. D. Guanacasteca  | Morera Soto     | 20:00 | 2 596 |       |
| C. S. Uruguay        | 1 - 1 | Pérez Zeledón       | "Pipilo" Umaña  | 20:00 | 924   |       |
| A. D. Carmelita      | 1 - 1 | C. S. Cartaginés    | Morera Soto     |       | 20:00 | 3 007 |
| Total de goles: 11   |       |                     |                 |       |       |       |

| A. D. San Carlos    | 2 - 1 | A. D. Limonense      | Carlos Ugalde    |       | 20:00 | 1 448 |
| Municipal Turrialba | 1 - 0 | A. D. Carmelita      | Rafael Camacho   |       | 11:00 | 1 406 |
| Pérez Zeledón       | 0 - 2 | L. D. Alajuelense    | Municipal        | 11:00 | 2 036 |       |
| Deportivo Saprissa  | 0 - 0 | C. S. Uruguay        | Ricardo Saprissa | 11:00 | 2 002 |       |
| C. S. Cartaginés    | 3 - 1 | Municipal Puntarenas | "Fello" Meza     | 11:00 | 2 155 |       |
| A. D. Guanacasteca  | 0 - 0 | C. S. Herediano      | Chorotega        | 11:00 | 1 569 |       |
| Total de goles: 10  |       |                      |                  |       |       |       |

| A. D. Carmelita      | 2 - 2 | A. D. San Carlos    | Morera Soto     |       | 20:00 | 2 916 |
| C. S. Herediano      | 0 - 0 | Pérez Zeledón       | Rosabal Cordero |       | 20:00 | 2 437 |
| C. S. Cartaginés     | 0 - 0 | Municipal Turrialba | "Fello" Meza    |       | 11:00 | 2 672 |
| Municipal Puntarenas | 3 - 0 | C. S. Uruguay       | "Lito" Pérez    | 11:00 | 829   |       |
| A. D. Limonense      | 1 - 0 | A. D. Guanacasteca  | Juan Gobán      | 12:00 | 625   |       |
| L. D. Alajuelense    | 2 - 2 | Deportivo Saprissa  | Morera Soto     | 15:00 | 8 817 |       |
| Total de goles: 12   |       |                     |                 |       |       |       |

| Municipal Turrialba | 1 - 1 | Municipal Puntarenas | Rafael Camacho   |       | 20:00 | 2 615 |
| Deportivo Saprissa  | 3 - 1 | C. S. Herediano      | Ricardo Saprissa | 20:00 |       |       |
| C. S. Uruguay       | 0 - 0 | L. D. Alajuelense    | "Pipilo" Umaña   | 20:00 | 2 313 |       |
| A. D. San Carlos    | 1 - 1 | C. S. Cartaginés     | Carlos Ugalde    | 20:00 | 1 846 |       |
| A. D. Guanacasteca  | 0 - 0 | A. D. Carmelita      | Chorotega        | 20:00 | 1 544 |       |
| A. D. Limonense     | 1 - 3 | Pérez Zeledón        | Juan Gobán       | 20:00 | 938   |       |
| Total de goles: 12  |       |                      |                  |       |       |       |

| A. D. Carmelita      | 1 - 1 | Pérez Zeledón      | Morera Soto     | 1 de febrero | 20:00 | 3 032 |
| A. D. Limonense      | 0 - 1 | Deportivo Saprissa | Juan Gobán      | 2 de febrero | 11:00 | 1 745 |
| Municipal Puntarenas | 1 - 1 | L. D. Alajuelense  | "Lito" Pérez    | 2 de febrero | 11:00 | 2 487 |
| C. S. Cartaginés     | 0 - 0 | A. D. Guanacasteca | "Fello" Meza    | 2 de febrero | 11:00 | 1 673 |
| C. S. Herediano      | 3 - 1 | C. S. Uruguay      | Rosabal Cordero | 2 de febrero | 11:00 | 1 336 |
| Municipal Turrialba  | 2 - 0 | A. D. San Carlos   | Rafael Camacho  | 2 de febrero | 11:00 | 1 305 |
| Total de goles: 11   |       |                    |                 |              |       |       |

| L. D. Alajuelense  | 0 - 0 | C. S. Herediano      | Morera Soto      | 5 de febrero | 20:00 |       |
| C. S. Uruguay      | 1 - 3 | A. D. Limonense      | "Pipilo" Umaña   | 5 de febrero | 20:00 |       |
| A. D. Guanacasteca | 0 - 0 | Municipal Turrialba  | Chorotega        | 5 de febrero | 20:00 | 1 041 |
| Pérez Zeledón      | 0 - 1 | C. S. Cartaginés     | Municipal        | 5 de febrero | 20:00 | 1 193 |
| Deportivo Saprissa | 2 - 0 | A. D. Carmelita      | Ricardo Saprissa | 5 de febrero | 20:00 | 5 525 |
| A. D. San Carlos   | 1 - 2 | Municipal Puntarenas | Carlos Ugalde    | 5 de febrero | 20:00 |       |
| Total de goles: 10 |       |                      |                  |              |       |       |

| A. D. San Carlos     | 1 - 0 | A. D. Guanacasteca | Carlos Ugalde  | 8 de febrero | 20:00 | 759   |
| A. D. Carmelita      | 4 - 1 | C. S. Uruguay      | Morera Soto    | 9 de febrero | 11:00 | 476   |
| C. S. Cartaginés     | 0 - 3 | Deportivo Saprissa | "Fello" Meza   | 9 de febrero | 11:00 | 5 212 |
| Municipal Puntarenas | 2 - 0 | C. S. Herediano    | "Lito" Pérez   | 9 de febrero | 11:00 | 1 457 |
| Municipal Turrialba  | 3 - 1 | Pérez Zeledón      | Rafael Camacho | 9 de febrero | 11:00 |       |
| A. D. Limonense      | 0 - 0 | L. D. Alajuelense  | Juan Gobán     | 9 de febrero | 13:00 | 1 279 |
| Total de goles: 15   |       |                    |                |              |       |       |

| Municipal Puntarenas | 4 - 0 | A. D. Guanacasteca  | "Lito" Pérez     | 15 de febrero | 20:00 | 1 399 |
| Pérez Zeledón        | 0 - 0 | A. D. San Carlos    | Municipal        | 15 de febrero | 20:00 | 1 100 |
| C. S. Herediano      | 0 - 0 | A. D. Limonense     | Rosabal Cordero  | 16 de febrero | 11:00 | 1 339 |
| C. S. Uruguay        | 0 - 2 | C. S. Cartaginés    | "Pipilo" Umaña   | 16 de febrero | 11:00 | 548   |
| L. D. Alajuelense    | 1 - 0 | A. D. Carmelita     | Morera Soto      | 16 de febrero | 15:00 | 3 989 |
| Deportivo Saprissa   | 0 - 3 | Municipal Turrialba | Ricardo Saprissa | 16 de febrero | 15:00 | 6 752 |
| Total de goles: 10   |       |                     |                  |               |       |       |

| C. S. Cartaginés    | 1 - 1 | L. D. Alajuelense    | "Fello" Meza   | 19 de febrero | 20:00 | 2 196 |
| A. D. Limonense     | 1 - 0 | Municipal Puntarenas | Juan Gobán     | 19 de febrero | 20:00 | 644   |
| Municipal Turrialba | 5 - 0 | C. S. Uruguay        | Rafael Camacho | 19 de febrero | 20:00 | 1 142 |
| A. D. San Carlos    | 0 - 0 | Deportivo Saprissa   | Carlos Ugalde  | 19 de febrero | 20:00 | 2 415 |
| A. D. Guanacasteca  | 2 - 1 | Pérez Zeledón        | Chorotega      | 19 de febrero | 20:00 | 668   |
| A. D. Carmelita     | 1 - 1 | C. S. Herediano      | Morera Soto    | 20 de febrero | 20:00 | 1 646 |
| Total de goles: 13  |       |                      |                |               |       |       |

| C. S. Cartaginés    | 1 - 1 | C. S. Herediano      | "Fello" Meza   | 23 de febrero | 11:00 | 1 248 |
| A. D. Guanacasteca  | 0 - 0 | Deportivo Saprissa   | Chorotega      | 23 de febrero | 11:00 |       |
| Pérez Zeledón       | 3 - 1 | Municipal Puntarenas | Municipal      | 23 de febrero | 11:00 | 437   |
| A. D. Carmelita     | 0 - 0 | A. D. Limonense      | Morera Soto    | 23 de febrero | 11:00 | 1 340 |
| Municipal Turrialba | 0 - 1 | L. D. Alajuelense    | Rafael Camacho | 23 de febrero | 11:00 | 3 584 |
| A. D. San Carlos    | 0 - 1 | C. S. Uruguay        | Carlos Ugalde  | 23 de febrero | 15:00 | 775   |
| Total de goles: 8   |       |                      |                |               |       |       |

| Municipal Puntarenas | 1 - 0 | A. D. Carmelita     | "Lito" Pérez     | 29 de febrero | 15:00 | 1 434 |
| C. S. Uruguay        | 1 - 2 | A. D. Guanacasteca  | Nacional         | 29 de febrero | 20:00 |       |
| Deportivo Saprissa   | 1 - 1 | Pérez Zeledón       | Ricardo Saprissa | 1 de marzo    | 11:00 | 1 644 |
| A. D. Limonense      | 2 - 1 | C. S. Cartaginés    | Juan Gobán       | 1 de marzo    | 11:00 | 382   |
| C. S. Herediano      | 1 - 1 | Municipal Turrialba | Rosabal Cordero  | 1 de marzo    | 11:00 | 2 065 |
| L. D. Alajuelense    | 1 - 0 | A. D. San Carlos    | Morera Soto      | 1 de marzo    | 15:00 | 3 687 |
| Total de goles: 12   |       |                     |                  |               |       |       |

| Municipal Turrialba | 1 - 1 | A. D. Limonense      | Rafael Camacho   | 7 de marzo | 19:30 | 1 742 |
| A. D. Guanacasteca  | 1 - 2 | L. D. Alajuelense    | Chorotega        | 7 de marzo | 20:00 | 1 974 |
| Deportivo Saprissa  | 2 - 0 | Municipal Puntarenas | Ricardo Saprissa | 8 de marzo | 11:00 | 1 789 |
| Pérez Zeledón       | 1 - 1 | C. S. Uruguay        | Municipal        | 8 de marzo | 11:00 | 399   |
| C. S. Cartaginés    | 0 - 1 | A. D. Carmelita      | "Fello" Meza     | 8 de marzo | 15:00 | 1 346 |
| A. D. San Carlos    | 2 - 2 | C. S. Herediano      | Carlos Ugalde    | 8 de marzo | 15:00 | 551   |
| Total de goles: 14  |       |                      |                  |            |       |       |

| A. D. Limonense      | 1 - 0 | A. D. San Carlos    | Juan Gobán      | 14 de marzo | 19:00 | 758   |
| A. D. Carmelita      | 1 - 1 | Municipal Turrialba | Morera Soto     | 14 de marzo | 20:00 | 2 118 |
| Municipal Puntarenas | 2 - 2 | C. S. Cartaginés    | "Lito" Pérez    | 15 de marzo | 11:00 | 774   |
| C. S. Herediano      | 2 - 0 | A. D. Guanacasteca  | Rosabal Cordero | 15 de marzo | 11:00 | 1 157 |
| C. S. Uruguay        | 1 - 1 | Deportivo Saprissa  | Nacional        | 15 de marzo | 11:00 | 2 137 |
| L. D. Alajuelense    | 0 - 0 | Pérez Zeledón       | Morera Soto     | 1 de abril  | 20:00 |       |
| Total de goles: 11   |       |                     |                 |             |       |       |

| Municipal Turrialba | 3 - 2 | C. S. Cartaginés     | Rafael Camacho   | 18 de marzo | 19:30 | 1 385 |
| Deportivo Saprissa  | 1 - 1 | L. D. Alajuelense    | Ricardo Saprissa | 18 de marzo | 20:00 | 7 997 |
| A. D. San Carlos    | 1 - 0 | A. D. Carmelita      | Carlos Ugalde    | 18 de marzo | 20:00 | 276   |
| A. D. Guanacasteca  | 1 - 0 | A. D. Limonense      | Chorotega        | 18 de marzo | 20:00 | 340   |
| C. S. Uruguay       | 1 - 2 | Municipal Puntarenas | Nacional         | 19 de marzo | 12:00 | 576   |
| Pérez Zeledón       | 2 - 1 | C. S. Herediano      | Municipal        | 19 de marzo | 12:00 | 767   |
| Total de goles: 15  |       |                      |                  |             |       |       |

| L. D. Alajuelense    | 3 - 1 | C. S. Uruguay       | Morera Soto     | 21 de marzo | 20:00 | 2 030 |
| Municipal Puntarenas | 1 - 1 | Municipal Turrialba | "Lito" Pérez    | 21 de marzo | 20:00 | 1 712 |
| Pérez Zeledón        | 3 - 1 | A. D. Limonense     | Municipal       | 22 de marzo | 11:00 | 554   |
| C. S. Cartaginés     | 1 - 1 | A. D. San Carlos    | "Fello" Meza    | 22 de marzo | 11:00 | 620   |
| A. D. Carmelita      | 2 - 1 | A. D. Guanacasteca  | Morera Soto     | 22 de marzo | 15:00 | 820   |
| C. S. Herediano      | 0 - 0 | Deportivo Saprissa  | Rosabal Cordero | 8 de abril  | 20:00 | 4 967 |
| Total de goles: 15   |       |                     |                 |             |       |       |

| Deportivo Saprissa | 3 - 0 | A. D. Limonense      | Ricardo Saprissa | 28 de marzo | 20:00 | 1 388 |
| A. D. San Carlos   | 0 - 0 | Municipal Turrialba  | Carlos Ugalde    | 28 de marzo | 20:00 |       |
| C. S. Uruguay      | 0 - 0 | C. S. Herediano      | Nacional         | 29 de marzo | 11:00 | 825   |
| A. D. Guanacasteca | 2 - 1 | C. S. Cartaginés     | Chorotega        | 29 de marzo | 11:00 | 457   |
| Pérez Zeledón      | 0 - 0 | A. D. Carmelita      | Municipal        | 29 de marzo | 11:00 | 795   |
| L. D. Alajuelense  | 1 - 0 | Municipal Puntarenas | Morera Soto      | 8 de abril  | 20:00 | 1 928 |
| Total de goles: 7  |       |                      |                  |             |       |       |

| A. D. Limonense      | 1 - 0 | C. S. Uruguay      | Juan Gobán      | 4 de abril | 14:00 | 288   |
| Municipal Turrialba  | 0 - 2 | A. D. Guanacasteca | Rafael Camacho  | 4 de abril | 19:30 |       |
| A. D. Carmelita      | 0 - 3 | Deportivo Saprissa | Morera Soto     | 4 de abril | 20:00 | 4 668 |
| Municipal Puntarenas | 0 - 0 | A. D. San Carlos   | "Lito" Pérez    | 4 de abril | 20:00 | 737   |
| C. S. Herediano      | 1 - 1 | L. D. Alajuelense  | Rosabal Cordero | 5 de abril | 11:00 | 2 897 |
| C. S. Cartaginés     | 2 - 2 | Pérez Zeledón      | "Fello" Meza    | 5 de abril | 11:00 | 644   |
| Total de goles: 12   |       |                    |                 |            |       |       |

| Deportivo Saprissa | 2 - 0 | C. S. Cartaginés     | Ricardo Saprissa | 11 de abril | 19:00 | 1 784 |
| C. S. Herediano    | 0 - 1 | Municipal Puntarenas | Rosabal Cordero  | 12 de abril | 11:00 | 1 223 |
| L. D. Alajuelense  | 5 - 0 | A. D. Limonense      | Morera Soto      | 12 de abril | 11:00 |       |
| A. D. Guanacasteca | 2 - 1 | A. D. San Carlos     | Chorotega        | 12 de abril | 11:00 | 860   |
| Pérez Zeledón      | 1 - 0 | Municipal Turrialba  | Municipal        | 12 de abril | 11:00 | 550   |
| C. S. Uruguay      | 3 - 1 | A. D. Carmelita      | "Pipilo" Umaña   | 12 de abril | 11:00 | 157   |
| Total de goles: 16 |       |                      |                  |             |       |       |

| Municipal Turrialba | 1 - 2 | Deportivo Saprissa   | Rafael Camacho | 15 de abril | 20:00 |       |
| A. D. Carmelita     | 1 - 1 | L. D. Alajuelense    | Morera Soto    | 15 de abril | 20:00 | 2 227 |
| C. S. Cartaginés    | 1 - 1 | C. S. Uruguay        | "Fello" Meza   | 15 de abril | 20:00 | 947   |
| A. D. San Carlos    | 1 - 1 | Pérez Zeledón        | Carlos Ugalde  | 15 de abril | 20:00 |       |
| A. D. Limonense     | 1 - 1 | C. S. Herediano      | Juan Gobán     | 15 de abril | 20:00 | 435   |
| A. D. Guanacasteca  | 0 - 0 | Municipal Puntarenas | Chorotega      | 15 de abril | 20:00 | 3 202 |
| Total de goles: 11  |       |                      |                |             |       |       |

| Municipal Puntarenas | 3 - 0 | A. D. Limonense     | "Lito" Pérez     | 18 de abril | 20:00 | 706   |
| C. S. Herediano      | 2 - 2 | A. D. Carmelita     | Rosabal Cordero  | 19 de abril | 11:00 | 405   |
| Pérez Zeledón        | 2 - 3 | A. D. Guanacasteca  | Municipal        | 19 de abril | 11:00 | 824   |
| C. S. Uruguay        | 1 - 1 | Municipal Turrialba | "Pipilo" Umaña   | 19 de abril | 11:00 |       |
| L. D. Alajuelense    | 2 - 1 | C. S. Cartaginés    | Morera Soto      | 19 de abril | 15:00 | 1 181 |
| Deportivo Saprissa   | 1 - 0 | A. D. San Carlos    | Ricardo Saprissa | 19 de abril | 15:00 | 5 290 |
| Total de goles: 18   |       |                     |                  |             |       |       |

## Segunda fase

### Clasificación de la hexagonal
| Pos. | Equipo               | Pts. | PJ | G | E | P | GF | GC | Dif. | Notas                     |
| ---- | -------------------- | ---- | -- | - | - | - | -- | -- | ---- | ------------------------- |
| 1    | L. D. Alajuelense    | 15   | 10 | 5 | 5 | 0 | 12 | 3  | +9   | Clasifica a la gran final |
| 2    | Deportivo Saprissa   | 11   | 10 | 4 | 3 | 3 | 8  | 9  | −1   |                           |
| 3    | Pérez Zeledón        | 9    | 10 | 3 | 3 | 4 | 13 | 9  | +4   |                           |
| 4    | Municipal Puntarenas | 9    | 10 | 3 | 3 | 4 | 11 | 10 | +1   |                           |
| 5    | A. D. Carmelita      | 8    | 10 | 3 | 2 | 5 | 10 | 15 | −5   |                           |
| 6    | Municipal Turrialba  | 8    | 10 | 1 | 6 | 3 | 8  | 16 | −8   |                           |

 Fuente: La República
Criterios de clasificación: Puntos · Diferencia de goles · Goles a favor

### Resultados
- Los horarios corresponden al tiempo de Costa Rica (UTC-6).

| Municipal Puntarenas | 1 - 0 | Deportivo Saprissa | "Lito" Pérez   | 26 de abril | 11:00 | 3 079 |
| Municipal Turrialba  | 1 - 1 | Pérez Zeledón      | Rafael Camacho | 26 de abril | 12:00 | 575   |
| A. D. Carmelita      | 1 - 4 | L. D. Alajuelense  | Morera Soto    | 6 de mayo   | 20:00 | 1 996 |
| Total de goles: 8    |       |                    |                |             |       |       |

| Deportivo Saprissa | 2 - 1 | A. D. Carmelita      | Ricardo Saprissa | 3 de mayo | 11:00 |       |
| Pérez Zeledón      | 0 - 0 | Municipal Puntarenas | Municipal        | 3 de mayo | 11:00 |       |
| L. D. Alajuelense  | 1 - 1 | Municipal Turrialba  | Morera Soto      | 3 de mayo | 11:00 | 3 124 |
| Total de goles: 5  |       |                      |                  |           |       |       |

| Municipal Puntarenas | 2 - 1 | A. D. Carmelita    | "Lito" Pérez   | 9 de mayo  | 20:00 | 1 389 |
| Pérez Zeledón        | 0 - 1 | L. D. Alajuelense  | Municipal      | 10 de mayo | 11:00 | 1 038 |
| Municipal Turrialba  | 2 - 0 | Deportivo Saprissa | Rafael Camacho | 10 de mayo | 11:00 | 2 095 |
| Total de goles: 6    |       |                    |                |            |       |       |

| A. D. Carmelita      | 2 - 1 | Municipal Turrialba | Morera Soto      | 16 de mayo | 20:00 | 804   |
| Municipal Puntarenas | 0 - 0 | L. D. Alajuelense   | "Lito" Pérez     | 17 de mayo | 11:00 | 3 465 |
| Deportivo Saprissa   | 2 - 1 | Pérez Zeledón       | Ricardo Saprissa | 17 de mayo | 11:00 | 1 829 |
| Total de goles: 6    |       |                     |                  |            |       |       |

| Municipal Turrialba | 0 - 0 | Municipal Puntarenas | Rafael Camacho | 20 de mayo | 20:00 | 495 |
| Pérez Zeledón       | 0 - 1 | A. D. Carmelita      | Municipal      | 21 de mayo | 19:00 | 231 |
| L. D. Alajuelense   | 0 - 0 | Deportivo Saprissa   | Morera Soto    | 21 de mayo | 20:00 |     |
| Total de goles: 1   |       |                      |                |            |       |     |

| L. D. Alajuelense  | 0 - 0 | A. D. Carmelita      | Morera Soto      | 24 de mayo | 11:00 | 1 122 |
| Pérez Zeledón      | 6 - 0 | Municipal Turrialba  | Municipal        | 24 de mayo | 11:00 | 186   |
| Deportivo Saprissa | 2 - 1 | Municipal Puntarenas | Ricardo Saprissa | 24 de mayo | 11:00 | 3 886 |
| Total de goles: 9  |       |                      |                  |            |       |       |

| A. D. Carmelita      | 0 - 1 | Deportivo Saprissa | Morera Soto    | 30 de mayo | 11:00 |       |
| Municipal Turrialba  | 1 - 1 | L. D. Alajuelense  | Rafael Camacho | 31 de mayo | 11:00 | 1 372 |
| Municipal Puntarenas | 1 - 2 | Pérez Zeledón      | "Lito" Pérez   | 31 de mayo | 12:00 | 879   |
| Total de goles: 6    |       |                    |                |            |       |       |

| Deportivo Saprissa | 1 - 1 | Municipal Turrialba  | Ricardo Saprissa | 3 de junio | 20:40 | 2 937 |
| A. D. Carmelita    | 3 - 2 | Municipal Puntarenas | Morera Soto      | 6 de junio | 10:00 |       |
| L. D. Alajuelense  | 2 - 0 | Pérez Zeledón        | Morera Soto      | 7 de junio | 11:00 | 3 961 |
| Total de goles: 9  |       |                      |                  |            |       |       |

| Municipal Turrialba | 0 - 0 | A. D. Carmelita      | Rafael Camacho | 13 de junio | 20:00 |       |
| L. D. Alajuelense   | 1 - 0 | Municipal Puntarenas | Morera Soto    | 14 de junio | 11:00 | 3 049 |
| Pérez Zeledón       | 0 - 0 | Deportivo Saprissa   | Nacional       | 14 de junio | 11:00 | 3 978 |
| Total de goles: 1   |       |                      |                |             |       |       |

| Municipal Puntarenas | 4 - 1 | Municipal Turrialba | "Lito" Pérez     | 17 de junio | 20:00 |        |
| Deportivo Saprissa   | 0 - 2 | L. D. Alajuelense   | Ricardo Saprissa | 18 de junio | 20:00 | 12 619 |
| A. D. Carmelita      | 1 - 3 | Pérez Zeledón       | Morera Soto      | 18 de junio | 20:00 |        |
| Total de goles: 11   |       |                     |                  |             |       |        |

## Gran final

### Alajuelense vs. Saprissa
| Ida; 21 de junio de 1992, 11:00 | Deportivo Saprissa | 0:0     | L. D. Alajuelense | Estadio Ricardo Saprissa, Tibás, San José                   |                                                             |
|                                 |                    | Reporte |                   | Asistencia: 5 523 espectadores Árbitro(s): José Luis Vargas | Asistencia: 5 523 espectadores Árbitro(s): José Luis Vargas |

| Vuelta; 28 de junio de 1992, 11:00 | L. D. Alajuelense   | 1:0 (1:0) (Global 1:0) | Deportivo Saprissa | Estadio Morera Soto, Alajuela                           |                                                         |
|                                    | - Óscar Ramírez 32' | Reporte                |                    | Asistencia: 18 570 espectadores Árbitro(s): Berny Ulloa | Asistencia: 18 570 espectadores Árbitro(s): Berny Ulloa |

#### Final - ida
| -     | POR   | Jorge Arturo Hidalgo |     |
|       | DEF   | Vladimir Quesada     |     |
|       | DEF   | Róger Flores         |     |
|       | DEF   | Enrique Díaz         |     |
|       | DEF   | Alexis Camacho       |     |
|       | MED   | Ronald González      |     |
|       | MED   | Benjamín Mayorga     |     |
|       | MED   | Luis José Herra      | 65' |
|       | MED   | José Jaikel          |     |
|       | DEL   | Gilberto Rhoden      | 69' |
|       | DEL   | Evaristo Coronado    |     |
| D. T. | D. T. | Rolando Villalobos   |     |

| -     | POR   | Paul Mayorga         |     |
|       | DEF   | Javier Delgado       |     |
|       | DEF   | Fernando Sosa        |     |
|       | DEF   | Ricardo Chacón       |     |
|       | DEF   | Mauricio Montero     |     |
|       | MED   | Joaquín Guillén      |     |
|       | MED   | Austin Berry         |     |
|       | MED   | Pavel Karoch         | 46' |
|       | MED   | Óscar Ramírez        | 82' |
|       | DEL   | Richard Smith        |     |
|       | DEL   | Juan Carlos Arguedas |     |
| D. T. | D. T. | Jan Postulka         |     |

| - | DEL | Leonidas Flores | 65' |
|   | DEL | Rolando Fonseca | 69' |

| - | DEL | Alexander Víquez | 46' |
|   | MED | Luis Quirós      | 82' |

| Principal  | José Luis Vargas |
| Asistentes | Ronald Gutiérrez |
|            | Carlos Astúa     |

|  |                   |    |    |
|  | Tiros             | 19 | 20 |
|  | Tiros a puerta    | 4  | 2  |
|  | Faltas            | 21 | 16 |
|  | Saques de esquina | 5  | 4  |
|  | Penaltis          | 0  | 0  |
|  | Fueras de juego   | 0  | 1  |

| -     | POR   | Jorge Arturo Hidalgo |     |
|       | DEF   | Vladimir Quesada     |     |
|       | DEF   | Róger Flores         |     |
|       | DEF   | Enrique Díaz         |     |
|       | DEF   | Alexis Camacho       |     |
|       | MED   | Ronald González      |     |
|       | MED   | Benjamín Mayorga     |     |
|       | MED   | Luis José Herra      | 65' |
|       | MED   | José Jaikel          |     |
|       | DEL   | Gilberto Rhoden      | 69' |
|       | DEL   | Evaristo Coronado    |     |
| D. T. | D. T. | Rolando Villalobos   |     |

| -     | POR   | Paul Mayorga         |     |
|       | DEF   | Javier Delgado       |     |
|       | DEF   | Fernando Sosa        |     |
|       | DEF   | Ricardo Chacón       |     |
|       | DEF   | Mauricio Montero     |     |
|       | MED   | Joaquín Guillén      |     |
|       | MED   | Austin Berry         |     |
|       | MED   | Pavel Karoch         | 46' |
|       | MED   | Óscar Ramírez        | 82' |
|       | DEL   | Richard Smith        |     |
|       | DEL   | Juan Carlos Arguedas |     |
| D. T. | D. T. | Jan Postulka         |     |

| - | DEL | Leonidas Flores | 65' |
|   | DEL | Rolando Fonseca | 69' |

| - | DEL | Alexander Víquez | 46' |
|   | MED | Luis Quirós      | 82' |

| Principal  | José Luis Vargas |
| Asistentes | Ronald Gutiérrez |
|            | Carlos Astúa     |

|  |                   |    |    |
|  | Tiros             | 19 | 20 |
|  | Tiros a puerta    | 4  | 2  |
|  | Faltas            | 21 | 16 |
|  | Saques de esquina | 5  | 4  |
|  | Penaltis          | 0  | 0  |
|  | Fueras de juego   | 0  | 1  |

| -     | POR   | Jorge Arturo Hidalgo |     |
|       | DEF   | Vladimir Quesada     |     |
|       | DEF   | Róger Flores         |     |
|       | DEF   | Enrique Díaz         |     |
|       | DEF   | Alexis Camacho       |     |
|       | MED   | Ronald González      |     |
|       | MED   | Benjamín Mayorga     |     |
|       | MED   | Luis José Herra      | 65' |
|       | MED   | José Jaikel          |     |
|       | DEL   | Gilberto Rhoden      | 69' |
|       | DEL   | Evaristo Coronado    |     |
| D. T. | D. T. | Rolando Villalobos   |     |

| -     | POR   | Paul Mayorga         |     |
|       | DEF   | Javier Delgado       |     |
|       | DEF   | Fernando Sosa        |     |
|       | DEF   | Ricardo Chacón       |     |
|       | DEF   | Mauricio Montero     |     |
|       | MED   | Joaquín Guillén      |     |
|       | MED   | Austin Berry         |     |
|       | MED   | Pavel Karoch         | 46' |
|       | MED   | Óscar Ramírez        | 82' |
|       | DEL   | Richard Smith        |     |
|       | DEL   | Juan Carlos Arguedas |     |
| D. T. | D. T. | Jan Postulka         |     |

| - | DEL | Leonidas Flores | 65' |
|   | DEL | Rolando Fonseca | 69' |

| - | DEL | Alexander Víquez | 46' |
|   | MED | Luis Quirós      | 82' |

| Principal  | José Luis Vargas |
| Asistentes | Ronald Gutiérrez |
|            | Carlos Astúa     |

|  |                   |    |    |
|  | Tiros             | 19 | 20 |
|  | Tiros a puerta    | 4  | 2  |
|  | Faltas            | 21 | 16 |
|  | Saques de esquina | 5  | 4  |
|  | Penaltis          | 0  | 0  |
|  | Fueras de juego   | 0  | 1  |

| -     | POR   | Jorge Arturo Hidalgo |     |
|       | DEF   | Vladimir Quesada     |     |
|       | DEF   | Róger Flores         |     |
|       | DEF   | Enrique Díaz         |     |
|       | DEF   | Alexis Camacho       |     |
|       | MED   | Ronald González      |     |
|       | MED   | Benjamín Mayorga     |     |
|       | MED   | Luis José Herra      | 65' |
|       | MED   | José Jaikel          |     |
|       | DEL   | Gilberto Rhoden      | 69' |
|       | DEL   | Evaristo Coronado    |     |
| D. T. | D. T. | Rolando Villalobos   |     |

| -     | POR   | Paul Mayorga         |     |
|       | DEF   | Javier Delgado       |     |
|       | DEF   | Fernando Sosa        |     |
|       | DEF   | Ricardo Chacón       |     |
|       | DEF   | Mauricio Montero     |     |
|       | MED   | Joaquín Guillén      |     |
|       | MED   | Austin Berry         |     |
|       | MED   | Pavel Karoch         | 46' |
|       | MED   | Óscar Ramírez        | 82' |
|       | DEL   | Richard Smith        |     |
|       | DEL   | Juan Carlos Arguedas |     |
| D. T. | D. T. | Jan Postulka         |     |

| - | DEL | Leonidas Flores | 65' |
|   | DEL | Rolando Fonseca | 69' |

| - | DEL | Alexander Víquez | 46' |
|   | MED | Luis Quirós      | 82' |

| Principal  | José Luis Vargas |
| Asistentes | Ronald Gutiérrez |
|            | Carlos Astúa     |

|  |                   |    |    |
|  | Tiros             | 19 | 20 |
|  | Tiros a puerta    | 4  | 2  |
|  | Faltas            | 21 | 16 |
|  | Saques de esquina | 5  | 4  |
|  | Penaltis          | 0  | 0  |
|  | Fueras de juego   | 0  | 1  |

#### Final - vuelta
| -     | POR   | Paul Mayorga         |     |
|       | DEF   | Javier Delgado       | 66' |
|       | DEF   | Fernando Sosa        |     |
|       | DEF   | Mauricio Montero     |     |
|       | DEF   | Ricardo Chacón       |     |
|       | MED   | Joaquín Guillén      |     |
|       | MED   | Pavel Karoch         |     |
|       | MED   | Austin Berry         |     |
|       | MED   | Richard Smith        |     |
|       | DEL   | Juan Carlos Arguedas | 74' |
|       | DEL   | Óscar Ramírez        |     |
| D. T. | D. T. | Jan Postulka         |     |

| -     | POR   | Jorge Arturo Hidalgo |     |
|       | DEF   | Vladimir Quesada     |     |
|       | DEF   | Róger Flores         |     |
|       | DEF   | Alexis Camacho       |     |
|       | DEF   | Enrique Díaz         |     |
|       | MED   | Benjamín Mayorga     |     |
|       | MED   | José Jaikel          | 53' |
|       | MED   | Luis José Herra      | 66' |
|       | MED   | Marvin Obando        |     |
|       | DEL   | Evaristo Coronado    |     |
|       | DEL   | Rolando Fonseca      |     |
| D. T. | D. T. | Rolando Villalobos   |     |

| - | DEF | Alexander Víquez | 66' |
|   | MED | Luis Quirós      | 74' |

| - | DEF | Ronald González | 53' |
|   | DEL | Gilberto Rhoden | 66' |

| 32' | Óscar Ramírez | 1:0 |

| 45' · 78' | Vladimir Quesada Jorge Arturo Hidalgo |

| Principal  | Berny Ulloa      |
| Asistentes | Ronald Gutiérrez |
|            | Jorge Cantillano |

|  |                   |    |    |
|  | Tiros             | 11 | 14 |
|  | Tiros a puerta    | 4  | 3  |
|  | Faltas            | 16 | 12 |
|  | Saques de esquina | 6  | 9  |
|  | Penaltis          | 0  | 0  |
|  | Fueras de juego   | 4  | 3  |

| -     | POR   | Paul Mayorga         |     |
|       | DEF   | Javier Delgado       | 66' |
|       | DEF   | Fernando Sosa        |     |
|       | DEF   | Mauricio Montero     |     |
|       | DEF   | Ricardo Chacón       |     |
|       | MED   | Joaquín Guillén      |     |
|       | MED   | Pavel Karoch         |     |
|       | MED   | Austin Berry         |     |
|       | MED   | Richard Smith        |     |
|       | DEL   | Juan Carlos Arguedas | 74' |
|       | DEL   | Óscar Ramírez        |     |
| D. T. | D. T. | Jan Postulka         |     |

| -     | POR   | Jorge Arturo Hidalgo |     |
|       | DEF   | Vladimir Quesada     |     |
|       | DEF   | Róger Flores         |     |
|       | DEF   | Alexis Camacho       |     |
|       | DEF   | Enrique Díaz         |     |
|       | MED   | Benjamín Mayorga     |     |
|       | MED   | José Jaikel          | 53' |
|       | MED   | Luis José Herra      | 66' |
|       | MED   | Marvin Obando        |     |
|       | DEL   | Evaristo Coronado    |     |
|       | DEL   | Rolando Fonseca      |     |
| D. T. | D. T. | Rolando Villalobos   |     |

| - | DEF | Alexander Víquez | 66' |
|   | MED | Luis Quirós      | 74' |

| - | DEF | Ronald González | 53' |
|   | DEL | Gilberto Rhoden | 66' |

| 32' | Óscar Ramírez | 1:0 |

| 45' · 78' | Vladimir Quesada Jorge Arturo Hidalgo |

| Principal  | Berny Ulloa      |
| Asistentes | Ronald Gutiérrez |
|            | Jorge Cantillano |

|  |                   |    |    |
|  | Tiros             | 11 | 14 |
|  | Tiros a puerta    | 4  | 3  |
|  | Faltas            | 16 | 12 |
|  | Saques de esquina | 6  | 9  |
|  | Penaltis          | 0  | 0  |
|  | Fueras de juego   | 4  | 3  |

| -     | POR   | Paul Mayorga         |     |
|       | DEF   | Javier Delgado       | 66' |
|       | DEF   | Fernando Sosa        |     |
|       | DEF   | Mauricio Montero     |     |
|       | DEF   | Ricardo Chacón       |     |
|       | MED   | Joaquín Guillén      |     |
|       | MED   | Pavel Karoch         |     |
|       | MED   | Austin Berry         |     |
|       | MED   | Richard Smith        |     |
|       | DEL   | Juan Carlos Arguedas | 74' |
|       | DEL   | Óscar Ramírez        |     |
| D. T. | D. T. | Jan Postulka         |     |

| -     | POR   | Jorge Arturo Hidalgo |     |
|       | DEF   | Vladimir Quesada     |     |
|       | DEF   | Róger Flores         |     |
|       | DEF   | Alexis Camacho       |     |
|       | DEF   | Enrique Díaz         |     |
|       | MED   | Benjamín Mayorga     |     |
|       | MED   | José Jaikel          | 53' |
|       | MED   | Luis José Herra      | 66' |
|       | MED   | Marvin Obando        |     |
|       | DEL   | Evaristo Coronado    |     |
|       | DEL   | Rolando Fonseca      |     |
| D. T. | D. T. | Rolando Villalobos   |     |

| - | DEF | Alexander Víquez | 66' |
|   | MED | Luis Quirós      | 74' |

| - | DEF | Ronald González | 53' |
|   | DEL | Gilberto Rhoden | 66' |

| 32' | Óscar Ramírez | 1:0 |

| 45' · 78' | Vladimir Quesada Jorge Arturo Hidalgo |

| Principal  | Berny Ulloa      |
| Asistentes | Ronald Gutiérrez |
|            | Jorge Cantillano |

|  |                   |    |    |
|  | Tiros             | 11 | 14 |
|  | Tiros a puerta    | 4  | 3  |
|  | Faltas            | 16 | 12 |
|  | Saques de esquina | 6  | 9  |
|  | Penaltis          | 0  | 0  |
|  | Fueras de juego   | 4  | 3  |

| -     | POR   | Paul Mayorga         |     |
|       | DEF   | Javier Delgado       | 66' |
|       | DEF   | Fernando Sosa        |     |
|       | DEF   | Mauricio Montero     |     |
|       | DEF   | Ricardo Chacón       |     |
|       | MED   | Joaquín Guillén      |     |
|       | MED   | Pavel Karoch         |     |
|       | MED   | Austin Berry         |     |
|       | MED   | Richard Smith        |     |
|       | DEL   | Juan Carlos Arguedas | 74' |
|       | DEL   | Óscar Ramírez        |     |
| D. T. | D. T. | Jan Postulka         |     |

| -     | POR   | Jorge Arturo Hidalgo |     |
|       | DEF   | Vladimir Quesada     |     |
|       | DEF   | Róger Flores         |     |
|       | DEF   | Alexis Camacho       |     |
|       | DEF   | Enrique Díaz         |     |
|       | MED   | Benjamín Mayorga     |     |
|       | MED   | José Jaikel          | 53' |
|       | MED   | Luis José Herra      | 66' |
|       | MED   | Marvin Obando        |     |
|       | DEL   | Evaristo Coronado    |     |
|       | DEL   | Rolando Fonseca      |     |
| D. T. | D. T. | Rolando Villalobos   |     |

| - | DEF | Alexander Víquez | 66' |
|   | MED | Luis Quirós      | 74' |

| - | DEF | Ronald González | 53' |
|   | DEL | Gilberto Rhoden | 66' |

| 32' | Óscar Ramírez | 1:0 |

| 45' · 78' | Vladimir Quesada Jorge Arturo Hidalgo |

| Principal  | Berny Ulloa      |
| Asistentes | Ronald Gutiérrez |
|            | Jorge Cantillano |

|  |                   |    |    |
|  | Tiros             | 11 | 14 |
|  | Tiros a puerta    | 4  | 3  |
|  | Faltas            | 16 | 12 |
|  | Saques de esquina | 6  | 9  |
|  | Penaltis          | 0  | 0  |
|  | Fueras de juego   | 4  | 3  |

|                                       |
|                                       |
| Campeón L. D. Alajuelense 17.º título |

## Estadísticas

### Tabla de goleadores
Lista con los máximos anotadores de la temporada.
| Pos. | Jugador              | Equipo     | Goles |
| ---- | -------------------- | ---------- | ----- |
| 1.º  | Javier Astúa         | Puntarenas | 15    |
| 2.º  | Jorge Ulate          | Carmelita  | 13    |
| 3.º  | Guillermo Guardia    | Turrialba  | 11    |
| =    | Róger Gómez          | Cartaginés | 11    |
| 5.º  | José Mario Rodríguez | Puntarenas | 10    |